# Navinchandra Ramgoolam

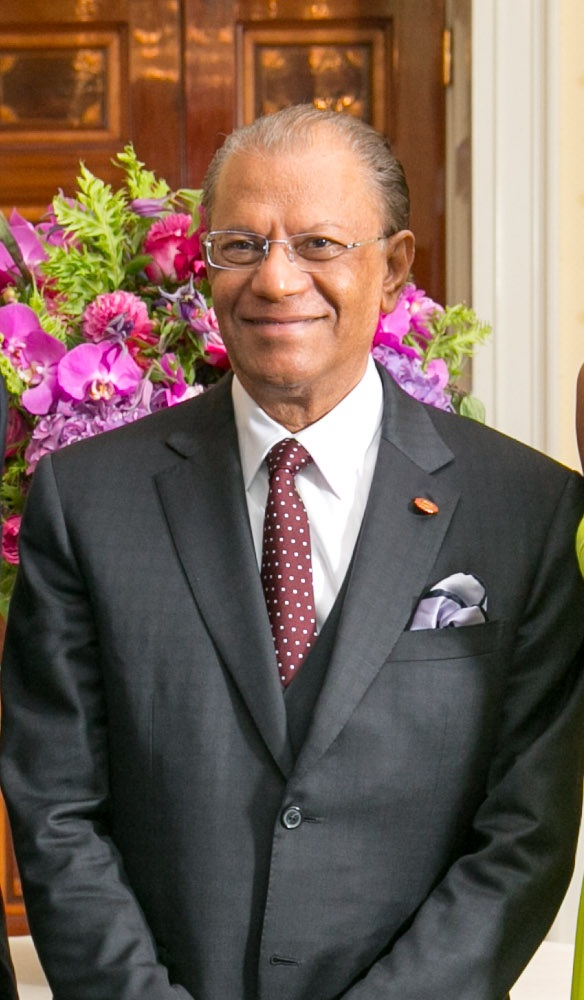
Navinchandra Ramgoolam

Navinchandra "Navin" Ramgoolam, född 14 juli 1947 i Port Louis, är en mauritisk politiker för Mauritius Labour Party. Han är premiärminister i Mauritius sedan 2005 och var också landets premiärminister mellan 1995 och 2000.

## Biografi
Ramgoolam är utbildad läkare i Irland. Han arbetade en tid som läkare vid flera sjukhus i Storbritannien och Mauritius där han också varit allmäntjänstgörande läkare. 1987 påbörjade han studier vid London School of Economics där han 1990 avlade bachelorgrad i rättsvetenskap. Efter att tagit praktisk examen vid Inns of Court School of Law blev han 1993 också utbildad advokat.
1991 började Ramgoolam arbetet inom politiken. Han valdes in i parlamentet för Mauritius Labour Party som han också blev ledare för. Efter att Mauritius Labour Party vann valet 1995 blev Ramgoolam statsminister. Han återvaldes in i parlamentet 2000 men partiet miste regeringsmakten och Ramgoolam blev istället oppositionsledare. Ramgoolam vann tillbaka statsministerposten efter valet 2005 då hans parti stod i spetsen för koalitionen Alliance Sociale. Han har också ansvaret för försvar, lag och ordning, mänskliga rättigheter, medborgarrättigheter, val och övriga poster.
Ramgoolam har mottagit flera utmärkelser. Han är storkommendör av den mauritiska orden Order of the Star and Key of the Indian Ocean och är storofficer av den franska Hederslegionen. Han är hedersdoktor vid University of Mauritius, Jawaharlal Nehru University, Padmashree Dr D. Y. Patil University och Aligarh Muslim University i Indien, Staffordshire University i Storbritannien och Honorary Fellow vid London School of Economics. Han är dessutom Fellow vid det brittiska Royal College of Physicians.